# Iouri Podladtchikov
Iouri Iourevich Podladtchikov (Russisch: Юрий Юрьевич Подладчиков; Joeri Joerjevitsj Podladtsjikov) (Podolsk, 13 september 1988) is een Russisch-Zwitsers snowboarder. Hij nam driemaal deel aan de Olympische Winterspelen en won tijdens zijn derde deelname de gouden medaille op de halfpipe.

## Carrière
Podladtchikov werd geboren in Rusland, maar groeide op in het Zwitserse Davos. Sinds 2007 komt hij uit voor Zwitserland.
Podladtchikov maakte zijn wereldbekerdebuut in oktober 2004 tijdens de halfpipe in Saas-Fee. Op 1 september 2007 behaalde hij een eerste podiumplaats in de wereldbeker met een tweede plaats in de halfpipe in Cardrona. Twee maanden later behaalde hij zijn enige overwinning in een wereldbekerwedstrijd met winst in de halfpipe in Saas-Fee. Podladtchikov behaalde zes podiumplaatsen in zijn eerste 16 wereldbekerdeelnames. In het seizoen 2007/2008 eindigde hij eerste in de eindstand van de wereldbeker halfpipe.
In 2010 en 2012 eindigde hij tweede op de halfpipe op de Winter X Games in Aspen.
In Arosa nam Podladtchikov deel aan de wereldkampioenschappen snowboarden 2007. Op dit toernooi eindigde hij 43e op de Big Air en 56e op de halfpipe. In La Molina nam de Zwitser een tweede keer deel aan de wereldkampioenschappen snowboarden 2011. Dit keer behaalde hij een zilveren medaille op de halfpipe. Op de WSF wereldkampioenschappen snowboarden 2012 in Oslo veroverde hij de wereldtitel in de halfpipe. Tijdens de FIS wereldkampioenschappen snowboarden 2013 in Stoneham-et-Tewkesbury werd hij wereldkampioen in de halfpipe.
In 2006 nam Podladtchikov een eerste keer deel aan de Olympische Winterspelen in Turijn. Hij eindigde op een 37e plaats op de halfpipe. Tijdens de Olympische Winterspelen van 2010 in Vancouver kwam hij voor Zwitserland uit en eindigde hij als vierde op dezelfde discipline. In 2014 wist Podladtchikov olympisch goud te behalen voor Zwitserland op de halfpipe tijdens de Olympische Winterspelen in Sotsji.

## Resultaten

### Olympische Winterspelen
| Jaar | Plaats    | Resultaten   |
| ---- | --------- | ------------ |
| 2006 | Turijn    | 37e Halfpipe |
| 2010 | Vancouver | 4e Halfpipe  |
| 2014 | Sotsji    | Halfpipe     |

### Wereldkampioenschappen
| FIS  | FIS                    | FIS                      |
| Jaar | Plaats                 | Resultaten               |
| ---- | ---------------------- | ------------------------ |
| 2007 | Arosa                  | 43e Big Air 56e Halfpipe |
| 2011 | La Molina              | Halfpipe                 |
| 2013 | Stoneham-et-Tewkesbury | Halfpipe                 |
| 2015 | Kreischberg            | 4e Halfpipe              |
| 2017 | Sierra Nevada          | Halfpipe                 |
| 2019 | Park City              | 10e Halfpipe             |

| WSF  | WSF    | WSF        |
| Jaar | Plaats | Resultaten |
| ---- | ------ | ---------- |
| 2012 | Oslo   | Halfpipe   |

### Wereldbeker
Eindklasseringen
| Seizoen   | Algm | HP   | BA   |
| --------- | ---- | ---- | ---- |
| 2004/2005 | –    | 56e  | –    |
| 2005/2006 | 153e | 48e  | –    |
| 2006/2007 | 189e | 61e  | –    |
| 2007/2008 | 13e  | Goud | 102e |
| 2008/2009 | 45e  | 13e  | 39e  |
| 2009/2010 | 92e  | 29e  | 84e  |
| 2010/2011 | 21e  | 8e   | 116e |
| 2011/2012 | 14e  | 8e   | –    |
| 2012/2013 | 30e  | 17e  | –    |
| 2013/2014 | 84e  | 44e  | –    |
| 2015/2016 | 43e  | 18e  | –    |
| 2016/2017 | 20e  | 4e   | –    |
| 2017/2018 | 31e  | 13e  | –    |
| 2018/2019 | 51e  | 19e  | –    |
| 2019/2020 | 62e  | 21e  | –    |

Wereldbekerzeges
| Datum           | Plaats   | Onderdeel |
| --------------- | -------- | --------- |
| 2 december 2007 | Saas-Fee | Halfpipe  |
| 26 maart 2011   | Arosa    | Halfpipe  |
| 3 november 2011 | Saas-Fee | Halfpipe  |
| 20 januari 2018 | Laax     | Halfpipe  |